# Place Saint-Vincent (Lyon)
Pour les articles homonymes, voir Place Saint-Vincent.
La place Saint-Vincent est une voie du quartier Saint-Vincent dans le 1er arrondissement de Lyon, en France.

## Situation et accès
Elle débute sur le quai Saint-Vincent, en face de la passerelle Saint-Vincent et se termine rue du Sergent-Blandan. Elle est surtout connue pour être le lieu où l'on peut admirer la fresque des Lyonnais. On y trouve aussi un stationnement cyclable. 
La place est ensuite traversée par la rue de la Martinière et continue par une rue très courte où se trouve un autre stationnement cyclable avec une circulation dans le sens inverse de la numérotation et à double-sens cyclable.

## Origine du nom
La place doit son nom à une église placée sous le vocable de saint Vincent.

## Histoire
Les ermites de saint Augustin s'installent à Lyon au début du XIVe siècle au faubourg Saint-Vincent situé en dehors de la ville. Ce faubourg portait ce nom car il y avait une église et une recluserie placées sous le vocable de saint Vincent.
En 1733, l'église des Augustins est démolie en même temps que celle de Saint-Vincent. L'architecte Léonard Roux en construit une nouvelle dédiée à saint Louis. C'est l'actuelle église Notre-Dame-Saint-Vincent.